# Bernard Genghini
Bernard Genghini (Soultz-Haut-Rhin, Alt Rin, 18 de gener de 1958) és un ex jugador de futbol francès.